# Afanasij Sjtjapov

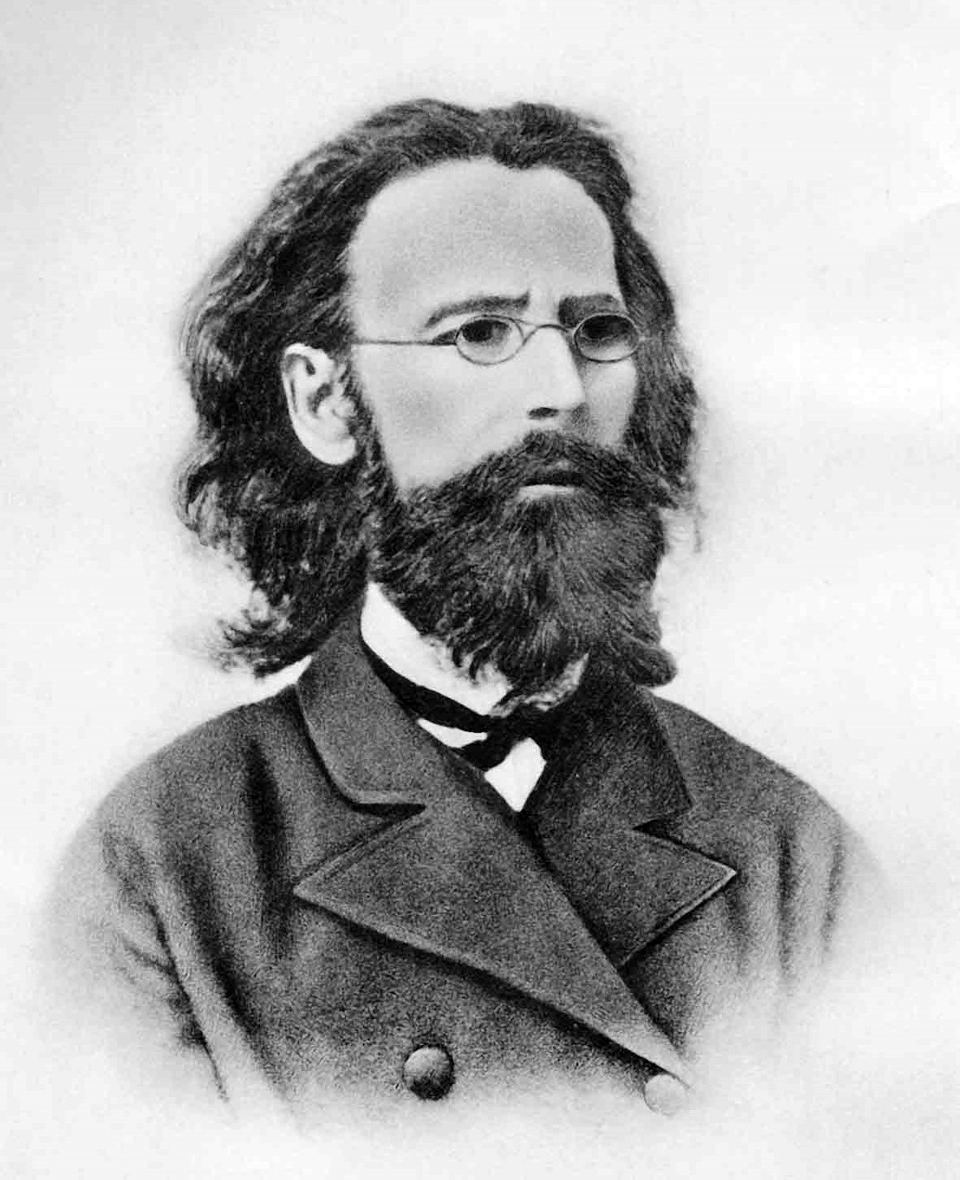
Afanasij Sjtjapov

Afanasij Prokofievitj Sjtjapov (ryska: Афанасий Прокофьевич Щапов), född 17 maj (gamla stilen: 10 maj) 1830 i guvernementet Irkutsk, död 10 mars (gamla stilen: 27 februari) 1876 i Irkutsk, var en rysk historiker.
Sjtjapov blev professor i rysk kyrkohistoria vid andliga akademien i Kazan och publicerade 1858 Russkij raskol staroobrjadstva, i vilken han påvisade, att det "gammaltroende" sektväsendet var icke blott en religiös, utan även social företeelse - en då ännu obeaktad synpunkt, som närmare utvecklades i skriften Raskol i zemstvo (1862). 
Sina av slavofilerna påverkade åsikter om det ryska bondesamhällets uppkomst och utveckling, grundade på mycket ingående studier, nedlade Sjtjapov i en mängd uppsatser, som dock icke höll stånd för den historiska kritiken och delvis av honom själv återtogs. År 1860 blev han professor i historia vid Kazans universitet, men häktades 1861 efter deltagande i en begravning av bönder, som dödats vid Bezdna (efter kungörandet om livegenskapens avskaffande). Han fick visserligen en plats vid departementet för frikyrkliga angelägenheter, men återvände snart till Sibirien.